# První lateránský koncil
První lateránský koncil svolal papež Kalixtus II. a zasedal od 18. března do 27. března 1123. Katolická církev jej uznává jako devátý ekumenický koncil. Hlavní otázkou, jíž se koncil zabýval, byl spor o investituru a byl stvrzen konkordát wormský z roku 1122.
Koncil zasedal v Lateránském paláci v Římě a jednalo se o první koncil, který se sešel v západní Evropě. Koncilu se účastnilo alespoň 300 západních biskupů, avšak pravděpodobně až tisíc.
Kromě klíčové záležitosti, kterou představoval konkordát wormský (role světské moci v investituře prelátů a svoboda církve) koncil vyhlásil kánony, které se snažily reformovat církevní disciplínu a zamezit zneužití moci. Koncil odsoudil simonii a stanovil podmínky pro křížové výpravy do Svaté země. Tyto kánony mají také zásadní význam pro církevní právo během středověku.